# Park Narodowy Keoladeo
Park Narodowy Keoladeo – park narodowy w Indiach, we wschodniej części Radżastanu, w okolicach miasta Bharatpur, założony w celu ochrony ptactwa. Na terenie Parku (2873 ha) zamieszkuje na stałe lub przebywa w czasie migracji łącznie ponad 370 gatunków ptaków.
Jest to około jedna czwarta wszystkich gatunków ptaków zamieszkujących subkontynent indyjski. Kępy drzew akacjowych są dobrym miejscem na gniazdo, np. dla dławigadów indyjskich. Ponadto na terenach podmokłych Parku Keoladeo występuje żuraw indyjski (Grus antigone), marabut indyjski (Leptoptilos dubius), kleszczak azjatycki (Anastomus oscitans), wężówka indyjska (Anhinga melanogaster), czapla siodłata (Ardeola grayii) i długoszpon chiński (Hydrophasianus chirurgus) oraz warzęchy, ibisy, pelikany, kormorany i różne ptaki szponiaste, w tym co najmniej 9 gatunków orłów.
Innymi zwierzętami zamieszkującymi teren parku są: kot trzcinowy, taraj, łaskun muzang, szakal, hienowate, nietoperze z rodzaju Pteropus, jeżozwierze, antylopa nilgau indyjski, sambar indyjski, mangustowate. Z gadów występują tu agamy z rodzaju Calotes, waran bengalski, niektóre węże z rodziny połozowatych, w języku angielskim określane Rat snakes, niemrawiec indyjski, kobry, żmijowate i zaskroniec indyjski (Xenochrophis piscator). Odnotowano około 35 gatunków motyli, a także 50 gatunków ryb, w tym brzeszczotka azjatyckiego, ryby z rodzaju Cirrhinus (rodzina: karpiowate) i ryby z rodzaju Ompok.
Tereny parku, położone w depresji pomiędzy rzekami Gambhir i Banganga, pierwotnie były obszarami zalewowymi, zatapianymi w czasie pory deszczowej. W XVIII wieku, za sprawą władcy Bharatpuru, maharadży Surai Mala w celu utworzenia rezerwuaru wody dla celów rolniczych, tereny te zostały na stałe zatopione. W latach 1850–1899 system tam i kanałów został rozbudowany, w wyniku czego znacznie zwiększyła się pojemność rezerwuaru. Podmokłe tereny stały się ulubionym miejscem postoju ptaków wędrownych. Począwszy od połowy XIX wieku władcy Bharatpuru zaczęli traktować obszar jako tereny łowieckie. Ochrona ptaków na terenie dzisiejszego parku została zainicjowana w 1902 roku przez późniejszego wicekróla Indii, George'a Curzona. W 1956 roku teren został oficjalnie uznany za rezerwat ptaków, a w 1965 zakazane zostały polowania na terenie Parku. W 1981 Keoladeo został uznany za park narodowy, a w 1985 roku został wpisany na listę światowego dziedzictwa UNESCO.